# Helvetic Airways
Helvetic Airways is een Zwitserse luchtvaartmaatschappij, met de luchthaven van Zürich als belangrijkste knooppunt. 

## Geschiedenis
Helvetic Airways werd opgericht in 2003 door Odette Airways.

## Hub en vluchtnetwerk
De belangrijkste hub van Helvetic Airways is de luchthaven Zürich (ZRH), de grootste luchthaven van Zwitserland, vanwaar het de meeste Europese vluchten uitvoert. De maatschappij biedt directe verbindingen naar verschillende Europese bestemmingen. 
Helvetic opereert ook als een feedermaatschappij voor grotere luchtvaartmaatschappijen zoals Swiss International Air Lines (SWISS). In dit verband vliegt Helvetic onder de naam van SWISS op bepaalde routes, vaak via codeshare-overeenkomsten. Dit stelt Helvetic in staat op een groter netwerk aan passagiers aan te trekken en haar zichtbaarheid te vergroten.

## Vloot

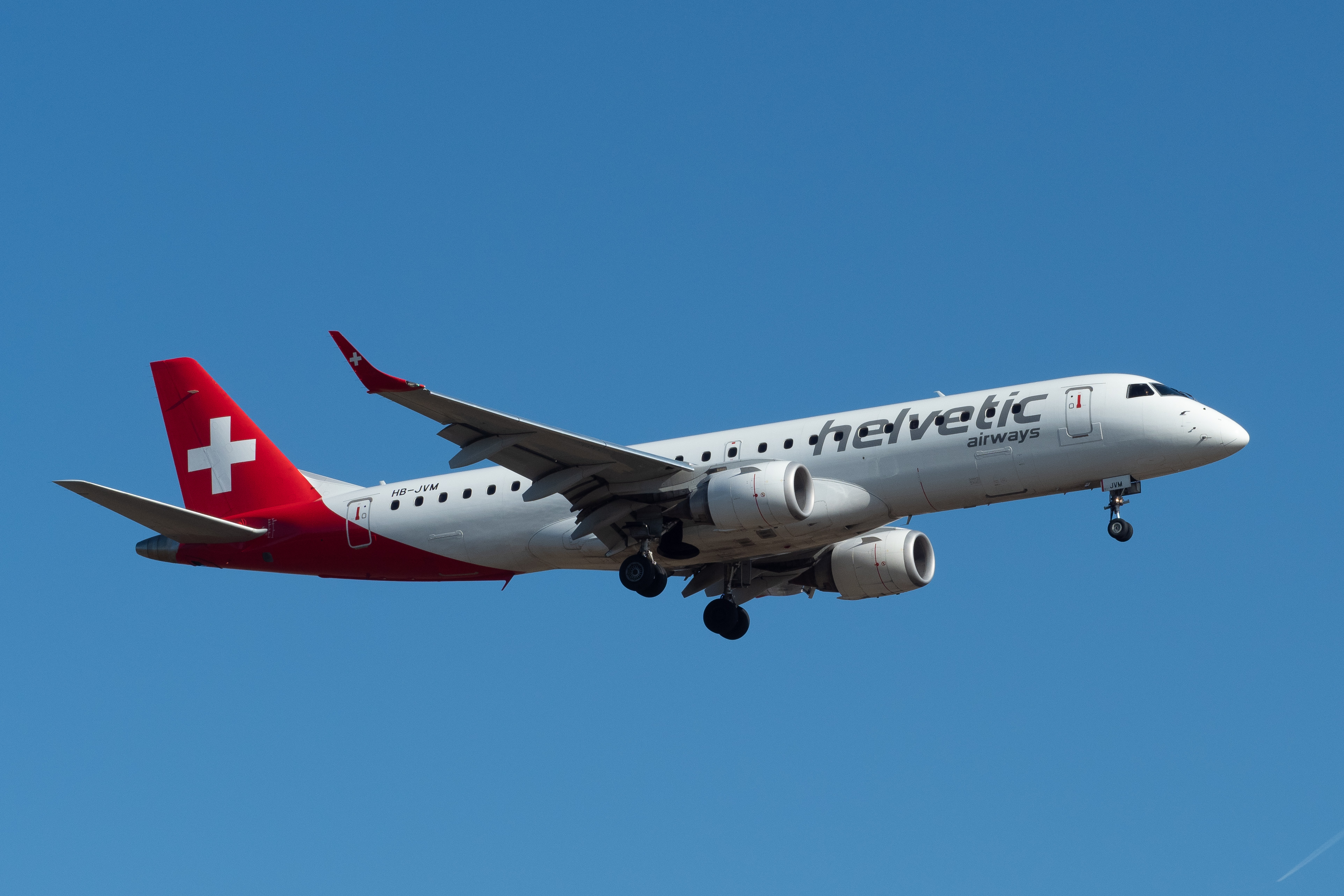
Helvetic Airways Embraer 190

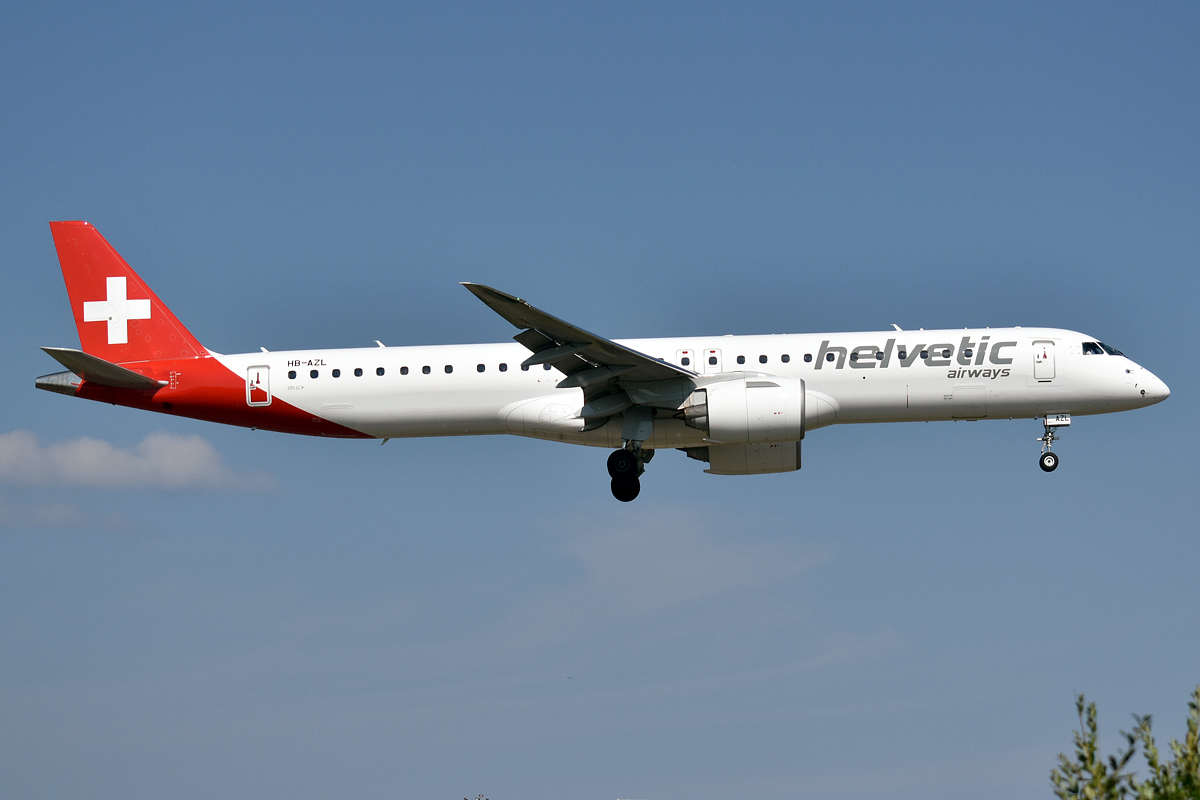
Helvetic Airways Embraer 195-E2

De vloot van Helvetic Airways bestaat uit de volgende toestellen (mei 2025):
| Type           | In dienst | Orders | Opmerkingen           |
| -------------- | --------- | ------ | --------------------- |
| Embraer 190    | 6         | —      | Uitgevoerd voor SWISS |
| Embraer 195    | 4         | —      |                       |
| Embraer 190-E2 | 8         | —      |                       |
| Embraer 195-E2 | 4         | —      |                       |
| Totaal         | 22        | —      |                       |